# Haynes Library
Haynes Library – biblioteka w Governor’s Harbour, stolicy wyspy Eleuthera, położonej na Bahamach. Jest położona niedaleko miejsca, w którym Cupid’s Cay łączy się z resztą miejscowości.

## Historia
Budowa biblioteki rozpoczęła się w 1896 roku. Wsparcia finansowego udzielił parlament Bahamów, oraz mieszkańcy Governor’s Harbour. Do otwarcia doszło w 1897 roku. Bibliotekę nazwano na cześć ówczesnego gubernatora Bahamów, Williama Fredericka Haynes Smitha, obecnego na uroczystości otwarcia.
W latach 90. XX wieku budynkowi biblioteki zaczęło grozić zawalenie. W odpowiedzi, powstał komitet Friends for library, który doprowadził do całościowej renowacji biblioteki w latach 1995-1997. Bibliotece przyznano również rządowe wsparcie.
W 1999 roku biblioteka ucierpiała na skutek uderzenia huraganu Floyd.